# Bertrand Fessard de Foucault
Bertrand Fessard de Foucault, né le 9 avril 1943 à Boulogne-Billancourt et mort le 8 octobre 2023 à Surzur, est un ancien journaliste et diplomate français.

## Biographie
Ancien énarque, il devient l'auteur d'ouvrages et de nombreux articles dans Le Monde, La Croix, la Lettre de Michel Jobert et Royaliste. En 1977, il préface le livre Parler aux Français de Michel Jobert.
Il se présente comme candidat aux élections législatives partielles de 1980 face à Roland Vuillaume qui devient député de la 3e circonscription du Doubs. En 1983, Bertrand Fessard de Foucault, gaulliste convaincu, se présente aux élections municipales de Pontarlier en rejoignant la liste des radicaux de gauche menée par Denis Blondeau. Défait par la liste du nouveau maire Roland Vuillaume, il siège dans l'opposition au conseil municipal jusqu'en 1989.
Il est nommé conseiller économique et commercial auprès de l'ambassade de France à Vienne en 1992 avant de devenir le premier ambassadeur français au Kazakhstan de 1992 à 1994,,.
En mars 2020, Bertrand Fessard de Foucault résidant à Surzur est touché par une forme de Covid long.

### Candidat à l'élection présidentielle
En 2017 et 2022, Bertrand Fessard de Foucault se présente comme candidat à l'élection présidentielle et récolte à chaque fois un seul parrainage de la part de Guy Bouchaud, maire de Saint-Mesmin. Il se définit comme « gaullo-mitterrandien ».

## Publications
- Dernière prière à M. Valéry Giscard d'Estaing encore président de la République, Paris, Hallier, 1976.
- Charles Maurras et le socialisme, Paris, Éditions Royaliste, 1984.
- Après la présidentielle, comment ?, Paris, l'Harmattan, 2017.